# زهير الشلبي
زهير الشلبي (من مواليد 1943) روائي سوري ولد في التل بضواحي دمشق. كان جندياً، ودبلوماسياً ورجل أعمال. استقر في قبرص. كان عضواً في النشاطات الاجتماعية والثقافية في منطقته، وعضواً في اتحاد الكتاب العرب. للأديب زهير الشلبي أحد عشر إصداراً من الرواية الملحمية، والقصص القصيرة، والتأمليات، والشعر الحر الخاص، إضافة إلى عدد من السيناريوهات المميزة له والإنسانية.

## حياته
كانت ولادته مع نكبة فلسطين، وقد ترعرع في أجواء هزيمة حزيران 1967، وشارك جندياً في حرب 1973، وشهد التقلبات السياسية في الوطن العربي والعالم في فترة أقلها خمسون سنة. وقد علمه أساتذته منذ المرحلة الابتدائية والإعدادية والثانوية أن يسأل، حتى أثار الاستغراب لدى أستاذه الأهم في حياته عدنان بغجاتي عندما كان في السادسة عشرة وطرح سؤال: «لماذا نعيش؟»

## السيرة الذاتية
كانت لديه أمال في وحدة العرب وشارك في هذا الاتجاه طيلة حياته من خلال محاولته الترافق وهذا الاتجاه، حيث عاش فترة الوحدة بين سورية ومصر بكل تفاصيلها وكان عنده الحماس في المد القومي آنذاك.
منذ صغره، ومنذ مرحلة الكتاتيب على يد الشيخ نبيه وغيره وهو دائم الحماسة للحرية التي فيها كرامة الإنسان ومحبته لغيره وقبوله للآخر في خلافه بمبادئ الاحترام. يكره العنف ويبحث عن التآخي بين الشعوب وحوار الحضارات. كان يقرأ النصوص الإنسانية وأهمها ما كتبه دوستويوفسكي وتشيكوف وهمنغواي وهوغو وما قيل عن غاندي وطاغور وشعراء المرحلة المهجرية العربية والشعراء الرومانسيين الإنكليز وجبران خليل جبران وتوفيق الحكيم وغيرهم من القادة الفكريين والإنسانيين الكبار. درس علم التأمل ولديه فكرة واسعة عن الشعوب وأساليب حياتها.
تعرض لضغوط، وخاصة في رؤية الشقاء في عيني أبيه، وطموحات أمه، ووجود أخوته السبعة الجميع الأقل سناً منه جعلته يتقلب في اختيار الدراسة التي تناسبه، ما بين الطب والهندسة والأدب والحقوق.
تم اختياره الأول في بعثة لدراسة الفيزياء النووية، لكنه لم يكمل دراسته، فدرس في جامعة دمشق في مجال الأدب الإنكليزي، وحصل على أهلية التعليم، واصبح معلماً ومدرساً في المدارس بعدة مدن في سوريا لمدة عشر سنوات متتالية.
انتقل في مرحلة بداية السبعينات بعد الحرب إلى ملاك وزارة الخارجية السورية، وسجل كعضو شاب في اتحاد الكتاب العرب بترشيح من الدكتور إسكندر لوقا ودعم لموهبته من الأستاذ عدنان بغجاتي رئيس الاتحاد اللاحق.
خلال الأعوام اللاحقة مثل سورية بلده في قبرص لأكثر من ست سنوات، ما بين كونه الشخص الثاني ثم الشخص الأول. عاد إلى بلده سورية عام 1982، ثم قدم استقالته بعد أن تم رفض طلبه للاستيداع لمدة عام. فقد اختلف مع السيد الوزير على أن هذا حق له أم لا.
بدأ بعمل تجاري صغير ما بين سورية وقبرص بوسائل ضعيفة، وكان عليه أن يثبت نفسه في عالمه الجديد. لم ينجح في التجارة كما أن انتقاده لدور المشايخ وأساليبهم، جعل موقفه حرجاً. في هذه الفترة نشأت علاقة عمل مع بعض الأصدقاء القدامى حيث بذل جهوداً في مرحلة خمسة عشر عاماً ليجد نفسه مجدداً مع أربعة أطفال وأمهم في قبرص.

## نشاطه الأدبيّ
لزهير الشلبي 12 إصداراً ورقياً ونحو 1000 قصة قصيرة و 3 روايات حتى تاريخه ونحو 1000 قصيدة، ولديه قناة على اليوتيوب وفيها 270 تسجيلًا، منها أفلام قصيرة كاملة من إخراجه.

### المرحلة الأولى
بدأ نشاطه الأدبي منذ عام 1969. قدم من خلال عشقه للكلمة عدداً من القصص تم نشرها مراراً في مجلة الطليعة ومجلة صوت المعلمين ومجلة الإذاعة والتلفزيون باسم أدب الشباب. عام 1973 التقى بعدد من الفنانين والأدباء المعروفين مثل محمد الفيتوري ودريد لحام وياسين بقوش ومحمد الماغوط. وأهم تلك اللقاءات كانت مع الشاعر السوداني الأفريقي العربي الثائر محمد الفيتوري الذي أهداه أحد دواوينه. في ذلك اللقاء قام الشاعر بقراءة عدد من القصص للكاتب ونسي موعده مع خطيبته اللبنانية وقتها.
من المواقف المؤثرة في حياته في تلك الفترة أنه حمل مجلة كانت فيها قصة منشورة له وذهب فرحاُ ليري المجلة لأهله. كانت هناك قريبة غنية تزور أمه في تلك الساعة. قلبت المجلة بين يديها دون أن تهتم للمحتوى ثم نظرت في وجهه قائلة: كم يعطونك مقابل النشر؟! كان سؤالها صاعقاً، ومنذ تلك الفترة بدأ يدرك أن مشوار الكلمة أصعب المشاوير في الحياة. عاهد نفسه أنه لن يستثمر أدبه حتى أربعين سنة قادمة لأنه يدرك أن الكتابة من أجل المال لن تأتي أبداً بكتابة نظيفة. وتم في هذه المرحلة الانتساب إلى اتحاد الكتاب العرب.

### المرحلة الثانية
تعتبر مرحلة السنوات العشر التالية مرحلة كمون. خلالها كان يمارس العمل الدبلوماسي في قبرص وعين مراسلاً لجريدة سورية رسمية، وكانت كتاباته الأدبية محدودة تقتصر على بعض الخواطر ولكن كان يتأجج في داخله الكثير من الأسئلة حول مصير الأمة العربية والإنسانية كلها يقض مضجعه.

### المرحلة الثالثة
بدأت هذه المرحلة بعد استقالته من العمل عام 1983 وإثر المعاناة التي واجهها في حياته، وكأن الأدب يأتي من رحم المعاناة، فاعتاد على إصدار كتاب في كل عام يعود إلى صديقه الدكتور إسكندر لوقا عند النشر.

### المرحلة الرابعة
في قبرص، كان يقيم في وطنه الثاني ويعمل عملاً تجارياً بين الوطنين وبين بعض البلدان الأخرى، مصر، الصين، الهند، وقد بدأت بعض الأمور المادية بالاستقرار غير المتمكن فشبح الضغط المادي لم يفارقه أبداً في بلد الاغتراب وبلد الطفولة الشباب. هو في الأساس لم يخلق تاجراً. فترات عشق الوطن الأول ما تزال هي عشقه حتى الآن وتفاصيل ذكرياته عنه لم تفتر أبداً. ومن هنا أنجز خلال هذه الفترة عدة مجموعات قصصية ورواية وديوان شعر.

### المرحلة الخامسة
تعتبر المرحلة الخامسة أهم المراحل في حياة زهير الشلبي كأديب وفنان وإنسان. فقد حصل الزلزال العربي بدءاً من 2011 أو ما أسموه ب«الربيع العربي». في مراحل الحياة المفصلية الصعبة يصعب على الإنسان أن يرى كل شيء فالضباب قد يلف العالم. أصدر خلال هذه الفترة حتى عام 2018 كتابين وكتب نحو 500 قصة قصيرة و500 قصيدة. وكل أعماله تركزت على الشقاء والحب، وجهي الحياة المتناقضين. رفع شعارات: العدل والحب والحرية. يؤمن بالتعامل الإنساني السلمي. غير مسموح عنده اللغة الشتامة. كانت الآلام الكثيرة والعميقة هي التي توقظ لديه الكثير من المشاعر الإنسانية التي أضعفت كل آماله في الخلاص عبر الهدف الأسمى للعرب والإسلام. وأصبح يؤمن أن هناك الكثير من الكلام والإرث القاتل مقابل القليل من الأمل، لذا ففي إيمانه أن التراث هو أحد أسباب الكارثة التي ضحاياها من الملايين.

## من أعماله
- عصفورة النار: مجموعة قصص وتأملات مكتوبة منذ عام 1969 وحتى عام 1990 حيث ما زال بعض هذه الأعمال يتم اقتباسه إلى عدد من المواقع على الشبكة.
- الساطور: مجموعة من عشرين قصة قصيرة استخدمت الوقائع جسراً لها.
- لماذا ارتدى الناس ثيابهم؟: مجموعة قصصية فيها الكثير من الغوص في الوجدان الإنساني.
- الطيور تستعيد ألوانها: هي امتداد قصصي لوجدانياته وإنسانياته.
- رسالة للنسيان: تصنف كأفضل ما كتب الشلبي.
- الشوك في الصدر: دراسة اجتماعية هامة في القلق الاجتماعي وسبل مواجهته بطريقي العقل والعقل الباطن.
- حكايا تحت المنديل: مجموعة تأملات شعرية وقصصية وكلها تلتزم الإنسان في قضاياه المصيرية الأزلية.
- أرض الأقحوان: رواية ملحمية في بحث الإنسان الدائم عن السعادة.
- ديوان الملكة: رسائل شعرية لملكة الحب.
- سيناريوهات: الكهف. حفل تكريم. صراخ في الحميدية. مأساة جدي. رقص الحسناوات.
- أحلام هابيل (قصص)
- عيون الملكة (شعر حر)
- أيام الفرح (مذكرات)[3]
- نصف الروح حب (رواية)
- الخروج من القبر (قصص)[5]
- الحلم الأندلسي
- رقصة طائر الفلامنكو
- حفيد السنونو المهاجر
- أجداد وأحفاد.[1]

## وصلات خارجية
- موقع الكاتب
- http://www.syrianstory.com/journal6-09.htm موقع القصة السورية
- http://www.syrianstory.com/z.chleby.htm سيرة ذاتية ونماذج وروايتاه الهامتان للغاية
- قناة زهير الشلبي على اليوتيوب قناة زهير الشلبي على اليوتيوب